# Pontanus
Pontanus is een geslacht van wantsen uit de familie van de Tingidae (Netwantsen). Het geslacht werd voor het eerst wetenschappelijk beschreven door William Lucas Distant in 1902.

## Soorten
Het genus bevat de volgende soorten:

- Pontanus accedens (Drake, 1947)
- Pontanus accedentis (Drake, 1947)
- Pontanus cafer (Distant, 1902)
- Pontanus gibbiferus (Walker, 1873)
- Pontanus puerilis (Drake & Poor, 1936)